# 贾德松·克里斯蒂亚诺·席尔瓦·德·莫赖斯
贾德松·克里斯蒂亚诺·席尔瓦·德·莫赖斯（葡语：Jadson Cristiano Silva de Morais，1991年11月5日－），简称贾德松，是一名巴西职业足球运动员，目前由樸迪莫倫斯外借至山东泰山。

## 俱乐部生涯
大约2012年，贾德松还需要在每周一到周五担任泥瓦匠的助手，从事砌砖工作，只有周末才能在低级别比赛靠足球谋生。他直到23岁才踏入职业球壇。2015年1月31日，他在里约足球冠军联赛中，邦苏索纳对阵雷森迪的比赛中完成了職業首秀。 
2021年7月27日，贾德森自樸迪莫倫斯租借加盟山东泰山，並幫助球隊奪得中超和足協杯冠軍。

## 榮譽
樸迪莫倫斯
- 葡萄牙足球甲級聯賽冠軍：2016–17

武汉三镇
- 中國足球協會甲級聯賽冠軍：2021

山東泰山
- 中國足協盃最佳球员：2021
- 中國足球協會超級聯賽冠軍：2021
- 中國足協盃冠軍：2021、2022